# Andrey Andreyevich Markov
Andrey (Andrei) Andreyevich Markov (tiếng Nga: Андре́й Андре́евич Ма́рков, cũng có thể đánh vần là Markoff) (Ngày 14 tháng 6 năm 1856 N.S. – Ngày 20 tháng 7 năm 1922) là một nhà toán học người Nga. Ông được biết đến với những công trình về quá trình ngẫu nhiên. Trong đó nổi bật như xích Markov hay quá trình Markov.
Markov và người em trai của ông Vladimir Andreevich Markov (1871–1897) đã chứng minh được bất đẳng thức anh em Markov.
Con trai của ông cũng tên là Andrei Andreevich Markov (1903–1979), cũng là nhà toán học đáng chú ý, đóng góp cho ngành toán học kiến thiết và lý thuyết hàm đệ quy.

## Tiểu sử
Andrey Markov sinh ngày 14 tháng 6 năm 1856 ở Nga. Ông theo khóa học Petersburg Grammar, ông được xem là học sinh quậy phá nhất trong trường. Trong học tập, ông học kém tất cả các môn ngoại trừ môn Toán học. Sau đó, ông đã gia nhập vào Đại học Petersburg và được giảng dạy bởi Pafnuty Chebyshev. Những giáo viên của ông là Yulian Sokhotski (phân tích vi phân, đại số nâng cao), Konstantin Posse (hình học phân tích), Yegor Zolotarev (tích phân), Pafnuty Chebyshev (lý thuyết số và lý thuyết xác suất), Aleksandr Korkin (phương trình vi phân thông thường và từng phần), Mikhail Okatov (lý thuyết cơ chế), Osip Somov (cơ học), và Nikolai Budaev (hình học mô tả và nâng cao). Ông đã hoàn thành khóa học của mình và sau đó ông được hỏi nếu ở lại và tiếp tụp sự nghiệp Toán học của mình. Sau đó ông trở thành giáo viên và tiếp tục nghiên cứu Toán học. Trong thời gian này, ông đã tìm thấy trong thực tế rất cần những kĩ năng toán học của ông. He figured out that he could use chains to model the alliteration of vowels and consonants in Russian literature. Ông đã tìm ra rằng ông có thể sử dụng các chuỗi để mô hình hóa sự phân bổ các nguyên âm và phụ âm trong văn học Nga. Ông cũng đóng góp cho nhiều khía cạnh toán học khác trong thời gian của mình. Ông qua đời ở tuổi 66 vào ngày 20 tháng 7 năm 1922.

## Mốc thời gian
Năm 1877, ông được trao thưởng Huy chương vàng cho những giải pháp của mình
Tích hợp các phương trình vi phân bằng các phân số liên tục với một ứng dụng cho phương trình{\displaystyle (1+x^{2}){\frac {dy}{dx}}=n(1+y^{2})}.
Trong những năm sau đó, ông đã vượt qua kỳ thi của ứng cử viên, và ông vẫn ở lại trường đại học để tiếp tục cho việc giảng dạy.
Vào tháng 8 năm 1880, Markov bảo vệ cho bằng cấp Tiến sĩ của mình "Các hình thức bậc hai nhị phân với yếu tố quyết định tích cực", được khuyến khích bởi Aleksandr Korkin và Yegor Zolotarev.
Năm năm sau, tháng 1 năm 1885, Ông tiếp tục ra mắt những luận án tiến sĩ của ông "Một số ứng dụng của phân số liên tục đại số".
Sự nghiệp sư phạm của ông bắt đầu sau khi bảo vệ luận án thạc sĩ của mình vào mùa thu năm 1880. Là một giảng viên không lương, ông giảng về vi phân và tích phân. Sau đó ông giảng dạy về "Phân tích", lý thuyết xác suất và những sự khác nhau trong việc tính toán. Từ năm 1895 đến năm 1905, ông cũng giảng dạy tích phân.

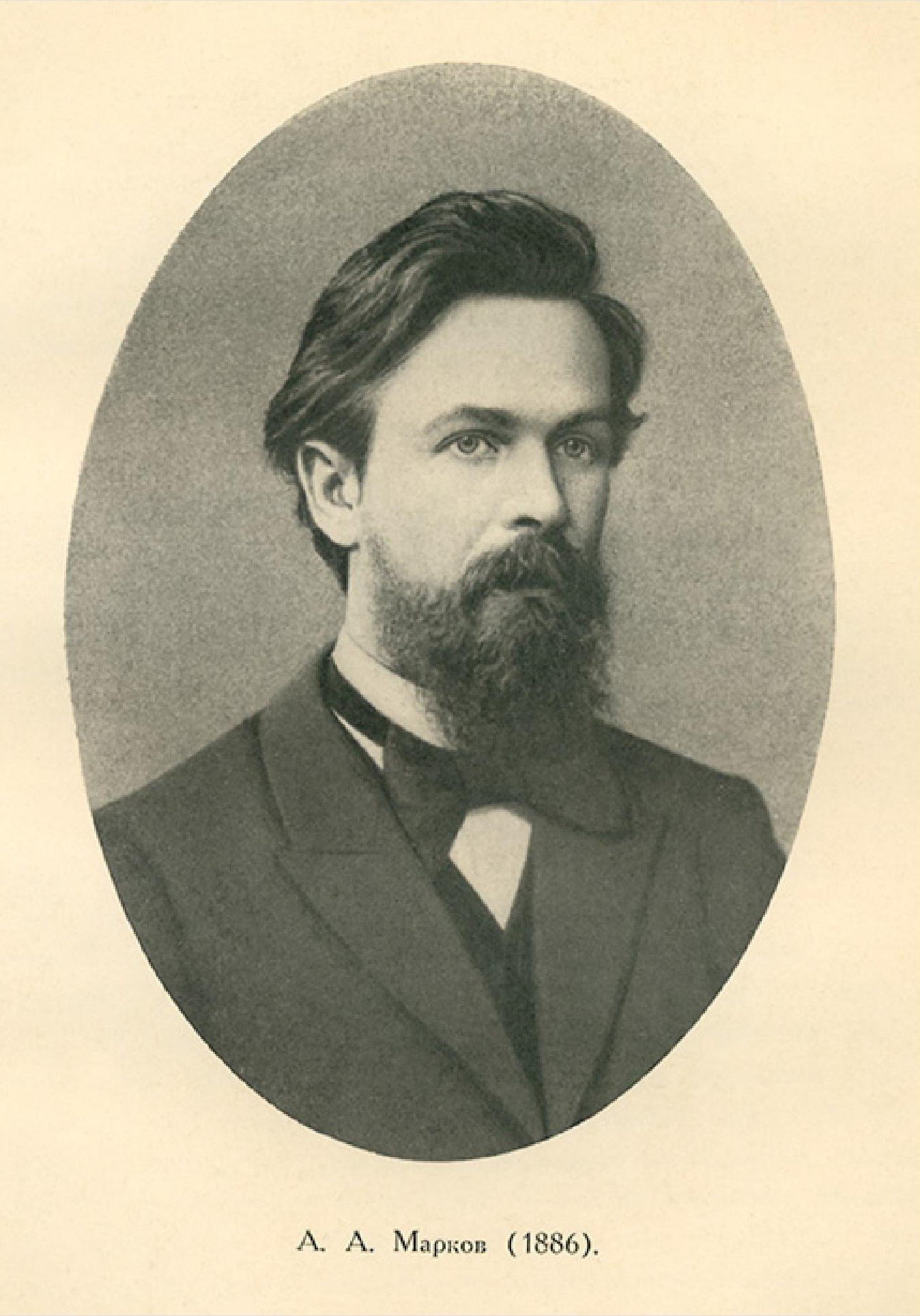
Markov năm 1886

Một năm sau khi bảo vệ luận án tiến sĩ của mình, Markov được bổ nhiệm làm giáo sư chuyên nghiệp (1886) và vào cùng năm đó ông được bầu cử làm phụ tá cho Học viện Khoa học. Vào năm 1890, sau khi Viktor Bunyakovsky qua đời, Markov trở thành một thanh viên của học viện. Ông được thăng chức lên giáo sư của trường Đại học St. Petersburg vào mùa thu năm 1894.
Vào năm 1896, Markov được bầu làm thành viên của học viện với tư cách là người kế nhiệm Chebyshev. Năm 1905, ông được bổ nhiệm làm giáo sư xuất sắc và được cấp quyền nghỉ hưu. Cho đến năm 1910, tuy nhiên, ông tiếp tục giảng dạy sự khác nhau trong việc tính toán.
Liên quan đến các cuộc bạo động của sinh viên vào năm 1908, các giáo sư và giảng viên của Đại học St. Petersburg được lệnh theo dõi học sinh của họ. Markov từ chối nghị định này, và ông đã giải thích ông từ chối trở thành một "đại diện của quản trị". Markov đã bị đuổi ra khỏi Đại học St. Petersburg, và do đó ông quyết định nghỉ hưu.
Markov là một người vô thần. Vào năm 1912, ông phản đối việc Leo Tolstoy đuổi ra khỏi Giáo hội Chính thống giáo Nga bằng cách yêu cầu để nghị của chính ông. Giáo hội đã tuân theo yêu cầu của ông.

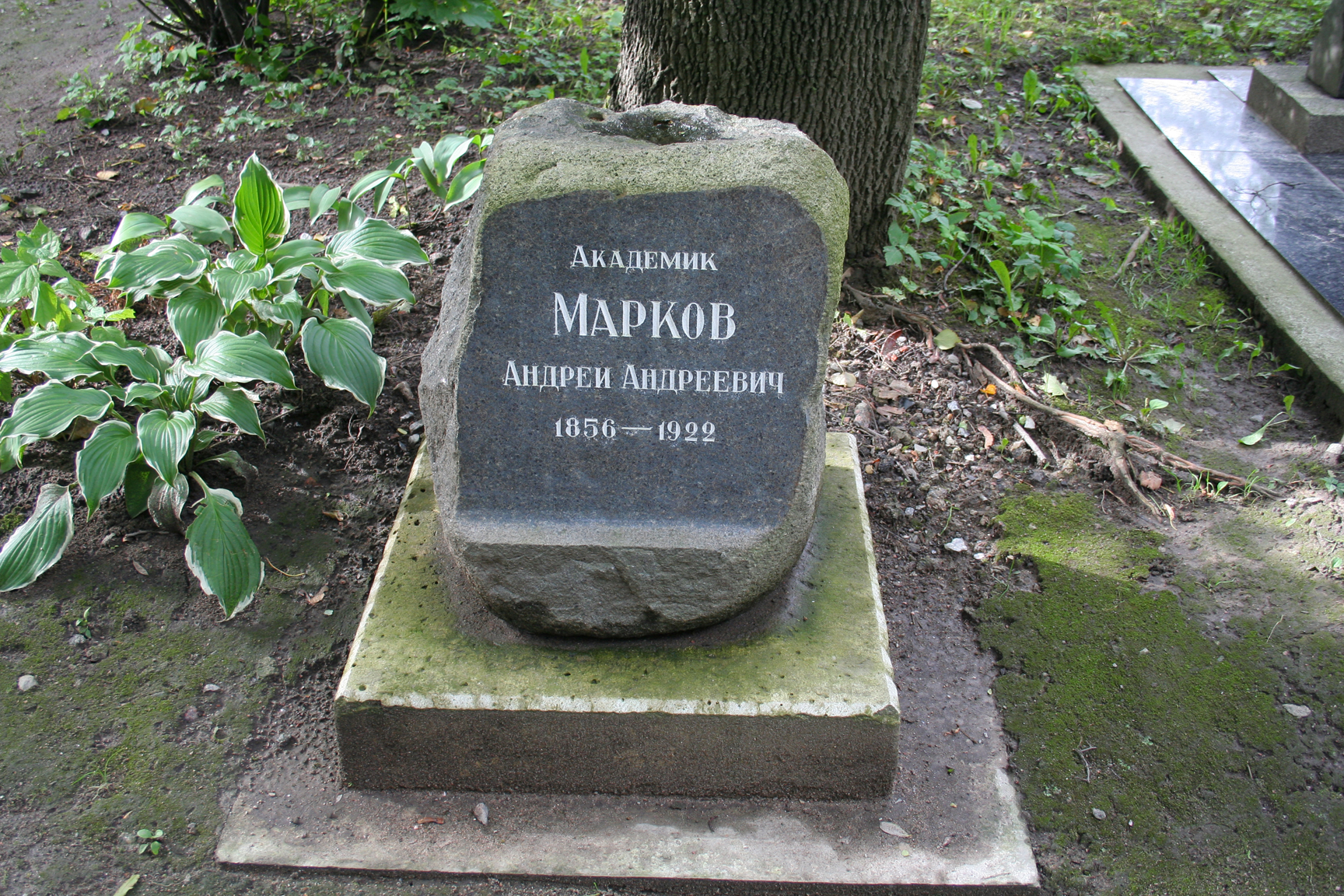
Ngôi mộ của Markov

Năm 1913, hội đồng thành phố St. Petersburg bầu 9 nhà khoa học danh dự của trường đại học. Markov là một trong số đó, nhưng cuộc bầu cử của ông không được xác nhận bởi bộ trưởng giáo dục. Sự việc này chỉ diễn ra trong vòng 4 năm, sau Cuộc Cách mạng Tháng Hai vào năm 1917. Markov sau đó tiếp tục hoạt động giảng dạy của mình và giảng về lý thuyết xác suất và tính toán sự khác biệt cho đến khi ông qua đời vào năm 1922.